# Kitten's Joy
Kitten's Joy, född 26 januari 2015 i Nicholasville i Kentucky, död 15 juli 2022 i Paris i Kentucky, var ett engelskt fullblod, mest känd för att ha segrat i Tropical Park Derby (2004) och Virginia Derby (2004) under sin tävlingskarriär. Efter tävlingskarriären blev han utsedd till ledande avelshingst i Nordamerika (2013, 2018).

## Karriär
Kitten's Joy var en fuxhingst efter El Prado och under Kitten's First (efter Lear Fan). Han föddes upp och ägdes av Kenneth L. & Sarah K. Ramsey. Han tränades under tävlingskarriären av Dale L. Romans.
Kitten's Joy tävlade mellan 2003 och 2005 och sprang in totalt 2 075 791 dollar på 14 starter, varav 9 segrar och 4 andraplatser. Han tog karriärens största segrar i Palm Beach Stakes (2004), Tropical Park Derby (2004), American Turf Stakes (2004), Virginia Derby (2004), Secretariat Stakes (2004), Joe Hirsch Turf Classic (2004) och Firecracker Breeders' Cup Handicap (2005). 
Han kom även på andra plats i Breeders' Cup Turf (2004), 1 3⁄4 längd bakom Better Talk Now. Han röstades fram till U.S. Champion Male Turf Horse (2004).

### Som avelshingst
Kitten's Joy stallades upp som avelshingst på Ramsey Farm 2006. Då han huvudsakligen sprungit på gräs, och hade en stamtavla med gräslöpare var han ursprungligen inte på modet på den nordamerikanska avelsmarknaden, något som sedan ändrades då Ramsey byggde ett avelsstoband med över 100 ston för att stödja Kitten's Joy. Chansningen på att satsa så hårt på en oprövad hingst började löna sig när den första avkomman till Kitten's Joy började tävla 2009. 2013 blev han utsedd till ledande avelshingst i Nordamerika, något som upprepades 2018.
2017 meddelade Ramsay att han planerade att sälja Kitten's Joy, förmodligen till europeiska intressen, eftersom han kände att hingsten inte fick den respekt han förtjänade från nordamerikanska uppfödare. Så småningom sålde Ramsay en andel på 50 % till Hill 'n' Dale Farm i Paris i Kentucky, där hingsten stod säsongen 2018 för en avgift på 60 000 dollar.
Kitten's Joy avled den 15 juli 2022 i hagen på Hill 'n' Dale at Xalapa i Paris i Kentucky, av en plötslig hjärtinfarkt.

#### Framgångsrika avkommor
Källa: 
| Född | Namn               | Kön    | Större segrar i urval |
| ---- | ------------------ | ------ | --- |
| 2008 | Big Blue Kitten    | Hingst | United Nations Stakes, Sword Dancer Invitational Stakes, Joe Hirsch Turf Classic Invitational Stakes                        |
| 2009 | Stephanie's Kitten | Sto    | Breeders' Cup Juvenile Fillies Turf, Just A Game Stakes, Flower Bowl Invitational Stakes, Breeders' Cup Filly and Mare Turf |
| 2009 | Diplomat           | Valack | New York Turf Writers Cup                                                                                                   |
| 2009 | Real Solution      | Hingst | Arlington Million, Manhattan Handicap                                                                                       |
| 2010 | Admiral Kitten     | Hingst | Secretariat Stakes |
| 2010 | Kitten's Dumplings | Sto    | Queen Elizabeth II Challenge Cup Stakes                                                                                     |
| 2011 | Bobby's Kitten     | Hingst | Breeders' Cup Turf Sprint                                                                                                   |
| 2011 | Divisidero         | Hingst | Joe Hirsch Turf Classic Invitational Stakes                                                                                 |
| 2012 | Chiropractor       | Hingst | Hollywood Derby |
| 2013 | Hawkbill           | Hingst | Eclipse Stakes, Dubai Sheema Classic                                                                                        |
| 2013 | Sadler's Joy       | Hingst | Sword Dancer Stakes |
| 2014 | Oscar Performance  | Hingst | Breeders' Cup Juvenile Turf, Belmont Derby, Secretariat Stakes, Woodbine Mile                                               |
| 2015 | Roaring Lion       | Hingst | Eclipse Stakes, International Stakes, Irish Champion Stakes, Queen Elizabeth II Stakes                                      |
| 2016 | Henley's Joy       | Hingst | Belmont Derby |
| 2017 | Kameko             | Hingst | Vertem Futurity Trophy, 2000 Guineas                                                                                        |
| 2017 | Tripoli            | Hingst | Pacific Classic Stakes |

## Stamtavla
| Efter El Prado (IRE) 1989 | Sadler's Wells 1981 | Northern Dancer | Nearctic                   |
| Efter El Prado (IRE) 1989 | Sadler's Wells 1981 | Northern Dancer | Natalma                    |
| Efter El Prado (IRE) 1989 | Sadler's Wells 1981 | Fairy Bridge    | Bold Reason                |
| Efter El Prado (IRE) 1989 | Sadler's Wells 1981 | Fairy Bridge    | Special                    |
| Efter El Prado (IRE) 1989 | Lady Capulet 1974   | Sir Ivor        | Sir Gaylord                |
| Efter El Prado (IRE) 1989 | Lady Capulet 1974   | Sir Ivor        | Attica                     |
| Efter El Prado (IRE) 1989 | Lady Capulet 1974   | Caps and Bells  | Tom Fool                   |
| Efter El Prado (IRE) 1989 | Lady Capulet 1974   | Caps and Bells  | Ghazni                     |
| Undan Kitten's First 1991 | Lear Fan 1981       | Roberto         | Hail To Reason             |
| Undan Kitten's First 1991 | Lear Fan 1981       | Roberto         | Bramalea                   |
| Undan Kitten's First 1991 | Lear Fan 1981       | Wac             | Lt. Stevens                |
| Undan Kitten's First 1991 | Lear Fan 1981       | Wac             | Belthazar                  |
| Undan Kitten's First 1991 | That's My Hon 1983  | L'Enjoleur      | Buckpasser                 |
| Undan Kitten's First 1991 | That's My Hon 1983  | L'Enjoleur      | Fanfreluche                |
| Undan Kitten's First 1991 | That's My Hon 1983  | One Lane        | Prince John                |
| Undan Kitten's First 1991 | That's My Hon 1983  | One Lane        | Danger Ahead (family: 2-d) |

Kitten's Joy är inavlad 3S × 5D till Northern Dancer, vilket betyder att Northern Dancer förekommer i tredje generation i faderslinjen, och i femte generationen i moderslinjen. Han är även inavlad 5S × 4D till Hail to Reason och 4S × 5D till Tom Fool.